# نوطريم

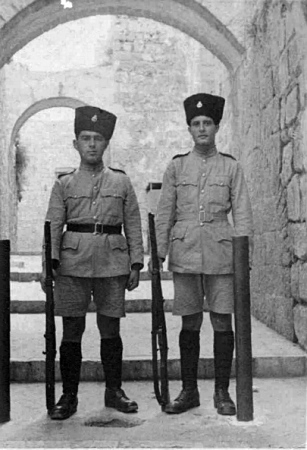
صورة لعنصري شرطة من النوطريم عام 1938

نوطريم (بالعبرية: נוטרות‏) (بالعربية تعني الخفراء، أو الحرس) هي عبارة عن قوات شرطة إضافية يهودية، شكلتها سلطات الانتداب البريطاني في فلسطين، وذلك للمساعدة في قمع الانتفاضات العربية في فلسطين. تأسست هذه المنظمة عام 1936، وبدأت القوات بحماية المستعمرات اليهودية في منطقة غور الأردن، وكان عدد أفرادها عند التأسيس أكثر من 2550 عنصرًا، وزاد العدد أثناء ثورة عام 1936؛ ليُصبح 3800 عنصر. تم تنظيم هذه القوات فيما بعد، وأُطق عليها اسم شرطة المستعمرات العبربة، وتمثلت وظيفتها في حماية السكك الحديدة، والمرافق العامة، والمساعدة في نقل المهاجرين اليهود غير الشرعيين. 